# U-765
| U-765                      | U-765                                                          | U-765                                                          |
| -------------------------- | -------------------------------------------------------------- | -------------------------------------------------------------- |
|                            |                                                                |                                                                |
|                            |                                                                |                                                                |
|                            |                                                                |                                                                |
| Під прапором               | Третій рейх                                                    | Третій рейх                                                    |
| Спуск на воду              | 22 квітня 1943 року                                            | 22 квітня 1943 року                                            |
| Виведений зі складу флоту  | 6 травня 1944 року                                             | 6 травня 1944 року                                             |
| Сучасний статус            | затоплений                                                     | затоплений                                                     |
| Проєкт                     |                                                                |                                                                |
| Тип ПЧ                     | Торпедний ДПЧ                                                  | Торпедний ДПЧ                                                  |
| Основні характеристики     |                                                                |                                                                |
| Швидкість (надводна)       | 17,7 вузлів                                                    | 17,7 вузлів                                                    |
| Швидкість (підводна)       | 7,6 вузлів                                                     | 7,6 вузлів                                                     |
| Робоча глибина занурення   | 100 м                                                          | 100 м                                                          |
| Гранична глибина занурення | 220 м                                                          | 220 м                                                          |
| Екіпаж                     | 44 осіб                                                        | 44 осіб                                                        |
| Розміри                    |                                                                |                                                                |
| Довжина найбільша (по КВЛ) | 67,1 м                                                         | 67,1 м                                                         |
| Ширина корпусу найб.       | 6,2 м                                                          | 6,2 м                                                          |
| Висота                     | 9,6 м                                                          | 9,6 м                                                          |
| Середня осадка (по КВЛ)    | 4,70 м                                                         | 4,70 м                                                         |
| Водотоннажність надводна   | 769 т                                                          | 769 т                                                          |
| Озброєння                  |                                                                |                                                                |
| Артилерія                  | одна палубна гармата калібру 88-мм, одна 20-мм зенітна гармата | одна палубна гармата калібру 88-мм, одна 20-мм зенітна гармата |
| Торпедно- мінне озброєння  | 4 носових і один кормовий ТА. 14 торпед                        | 4 носових і один кормовий ТА. 14 торпед                        |

U-765 — німецький підводний човен типу VIIC, часів Другої світової війни.
Замовлення на будівництво човна було віддане 15 серпня 1940 року. Човен був закладений на верфі суднобудівної компанії «Kriegsmarinewerft», у Вільгельмсгафені 15 лютого 1941 року під заводським номером 148, спущений на воду 22 квітня 1943 року, 19 червня 1943 року увійшов до складу 8-ї флотилії. Також за час служби перебував у складі 7-ї флотилії. Єдиним командиром човна був оберлейтенант-цур-зее резерву Вернер Вендт.
Човен зробив 1 бойовий похід, у якому не потопив і не пошкодив жодного судна.
Потоплений 6 травня 1944 року в Північній Атлантиці західніше Ірландії (52°30′ пн. ш. 28°28′ зх. д. / 52.500° пн. ш. 28.467° зх. д.) глибинними бомбами «Свордфіша» з британського ескортного авіаносця «Віндекс» і британських фрегатів «Бікертон», «Блай» та «Ойлмер». 37 членів екіпажу загинули, 11 врятовані.